# Eublemma costivinata
Eublemma costivinata là một loài bướm đêm trong họ Erebidae.